# L'ultima nemica
Pour plus de détails, voir Fiche technique et Distribution.
L'ultima nemica est un film italien réalisé par Umberto Barbaro, sorti en 1938.

## Synopsis
Franco Rossi est un jeune médecin qui privilégie la recherche scientifique, plutôt que d’exercer le métier d’indépendant. Alors qu'il étudie les maladies tropicales, sa fiancée Anna, fille d’un riche industriel au bord de la faillite, se voit demander d’épouser le fils d’un riche homme d’affaires.
Franco, quant à lui, pense avoir découvert le vaccin, pour la fièvre de Tasmanie et trouve une volontaire pour l'expérimenter avec Ida, une prostituée. Cette dernière meurt meurt peu de temps après l’administration du vaccin et après cet échec et celui de l’abandon de sa compagne, il décide de quitter son travail pour s’installer à la campagne, comme simple médecin.
De nombreuses années plus tard, il retourna à Rome où il apprend que son ex-petite amie, qui avait déménagé à l’Est, souffrait de la maladie de la fièvre de Tasmanie. Il reprend alors les recherches sur le vaccin et après l’avoir modifié et testé sur lui-même, il l’envoie par avion à Anna qui est sauver, le laissant dans sa solitude.

## Fiche technique
- Titre : L'ultima nemica
- Réalisation : Umberto Barbaro
- Scénario : Umberto Barbaro, Fritz Eckhardt et Francesco Pasinetti
- Décors et costumes : Vittorio Nino Novarese
- Photographie : Mario Albertelli (en)
- Montage : Umberto Barbaro et Vincenzo Sorelli
- Musique : Emilio Tufacchi
- Pays d'origine : Italie
- Format : Noir et blanc - 1,37:1 - Mono
- Genre : drame
- Durée : 88 minutes
- Date de sortie : 1938

## Distribution
- Fosco Giachetti : Franco Rossi
- María Denis : Anna Vitali
- Guglielmo Sinaz (en) : Commendator Vitali, le père d'Anna
- Gemma Bolognesi : Signora Vitali, la mère d'Anna
- Carlo Lombardi (en) : Docteur Vitali
- Giuliana Gianni : Elsa
- Alida Valli : une amie d'Anna
- Mario Pisu : Ferdinando De Medio
- Elena Zareschi : Isa Fleur
- Otello Toso : Enzo
- Oreste Fares (en) : Professeur Mancini
- Silvia Manto (it)